# Aborcyjny Dream Team
Aborcyjny Dream Team (ADT) és una organització proelecció polonesa amb seu a Varsòvia que es va fundar el 2016. El voluntariat del grup dona suport a les dones que volen avortar i realitza tallers sobre com administrar la mifepristona i el misoprostol, una combinació de fàrmacs utilitzats en l'avortament amb medicaments.

## Història
L'ADT forma part d'una xarxa a favor de l'avortament clandestí que existeix des de 1993, quan el Parlament de Polònia va aprovar a petició de l'Església catòlica una llei que restringia el dret a l'avortament. El col·lectiu pren el nom de l'equip olímpic de bàsquet masculí dels Estats Units d'Amèrica (EUA) de 1992, sobrenomenat «el Dream Team», perquè els fundadors de l'ADT es consideraven a si mateixos com les persones amb més coneixement en l'àmbit dels drets reproductius.
La cofundadora de l'ADT, Justyna Wydrzyńska, va ser acusada d'un delicte el 2022 per haver enviat píndoles avortadores a una dona embarassada d'una relació abusiva. Wydrzyńska s'enfronta a una possible condemna de tres anys de presó per ajudar una dona a interrompre l'embaràs i és la primera activista acusada per aquest motiu.
L'organització estatunidenca Shout Your Abortion considera l'ADT una organització germana. Després de filtrar-se un esborrany que anul·lava la decisió judicial Roe contra Wade, Kinga Jelinska de l'ADT va observar que l'estatus legal de l'avortament als EUA s'assemblava al de Polònia.